# 花沢耕太
花沢 耕太（はなざわ こうた、1980年9月29日 - ）は、日本のシンガーソングライター。日本のバンド「Chicago Poodle」フロントマン、ピアノ&ボーカル。

## 来歴
大阪府出身。3歳から小学6年まではピアノを習っていたが、練習をせずに下手だったことから一旦やめていた。しかし、中学3年から再びピアノを弾き始め、独学でマスター。2012年に覆面バンド「ssllee（スリー）」の花無茶話小唄として、「御堂筋を歩こう」をリリース。同年にはgrramのアルバム「心の指すほうへ」の収録曲を提供し作曲家デビューを行っている。2015年-2016年にかけ、ピアノ&ボーカルとして主催公演「花沢耕太 ピアノ行脚〜ぶらり一人旅〜」全国ツアーを敢行。全23公演。

## 主催公演
| 年   | 日程     | 行脚先          | 会場                               |
| ---- | -------- | --------------- | ---------------------------------- |
| 2015 | 7月3日   | 京都 / 祇園四条 | ピアノバーサエラ                   |
| 2015 | 7月6日   | 大阪 / 本町     | スパイスバル サウンドブーツ        |
| 2015 | 7月9日   | 兵庫 / 芦屋     | Left Alone                         |
| 2015 | 8月24日  | 香川 / 観音寺   | ブルーベリー茶屋                   |
| 2015 | 8月25日  | 愛媛 / 松山     | Monk                               |
| 2015 | 8月26日  | 徳島            | Studio NOAH                        |
| 2015 | 9月9日   | 神奈川 / 平塚   | KANAFU                             |
| 2015 | 9月10日  | 千葉 / 新柏     | Patata                             |
| 2015 | 9月12日  | 埼玉 / 所沢     | 音楽喫茶モジョ                     |
| 2015 | 9月13日  | 東京 / 三軒茶屋 | 四軒茶屋～yoncha～                 |
| 2015 | 10月5日  | 大阪 / 西天満   | バンケットハウス                   |
| 2015 | 10月6日  | 和歌山          | Restauranto cafe Desafinado        |
| 2015 | 10月29日 | 石川 / 金沢     | Share 金沢内 Cafe ＆ Bar Mock      |
| 2015 | 10月31日 | 宮城 / 仙台     | Tea Lounge REFRAIN                 |
| 2015 | 11月1日  | 福島 / 郡山     | フォーク酒場6575                   |
| 2015 | 11月8日  | 岡山 / 新見     | CAFE RESTAURANTO ＆ カヴァティーナ |
| 2015 | 11月9日  | 広島            | Jazz Club Bird                     |
| 2015 | 11月10日 | 山口 / 宇部     | piano inn steLLa                   |
| 2015 | 12月5日  | 北海道 / 旭川   | じゃずそば放哉                     |
| 2015 | 12月7日  | 北海道 / 札幌   | くう COO                           |
| 2016 | 2月5日   | 静岡 / 富士     | BLITZ                              |
| 2016 | 2月6日   | 静岡            | Rozaje ～コミュニティハウス～      |
| 2016 | 2月8日   | 愛知 / 名古屋   | ピアノバー Club Adriana            |

## 楽曲提供

### 作曲
- Chicago Poodle 全楽曲
- grram
  - 「心の指すほうへ」「新しい朝は来る」「旅立ちの朝に」「世界の片隅で」「1人で数える記念日」
- B.B.クィーンズ「一番先に、君が好き」
- SARD UNDERGROUND「Blue tears」

### 作曲・編曲
- grram「あなたがいない」「幸せはまぼろし」

### 編曲
- 水谷千重子「お祭り女」